# جوانشير
جوانشیر (بالأرمنية: Ջիվանշիր، بالبهلوية:Juvānšēr، بالفارسية:جوان شیر، بمعنى الشبل) هو أمير ألبانيا القوقازية من العام 637 حتى 680. ينتمي لعائلة مهرانیان في فرثيا. وهو فرع من بيت مهران أحد عشائر فرثيا السبع في الإمبراطورية الساسانية.